# 古泉汇
《古泉汇》，清代钱币学著作，作者为古物鉴藏家、古钱币学家李佐贤。该书成于咸丰九年（1859年），同治三年（1864年）最早刊行，为李氏石泉书屋本。全书共64卷，分为首、元、亨、利、贞5集。书中钱币均为李佐贤所见所藏，不仅为一部钱谱，还有诸多考证内容。